# Malik Bendjelloul
Malik Bendjelloul (Ystad, 14 settembre 1977 – Stoccolma, 13 maggio 2014) è stato un attore e regista svedese di origini algerine.

## Biografia
Nato in Svezia da madre svedese e padre algerino, Malik Bendjelloul debutta alla televisione svedese come attore bambino nel 1990 tra i protagonisti della miniserie in 9 puntate Ebba och Didrik, diretta dallo zio Peter Schildt. 
Studia giornalismo e produzione multimediale alla Linnaeus University di Kalmar. Produce diversi documentari musicali per la Swedish Television (SVT), dove lavora anche come reporter nello show "Kobra" fino a quando si dimette per viaggiare per il mondo. Durante questi viaggi Bendjelloul entrò per la prima volta in contatto in Sud Africa con la storia che doveva poi sviluppare nell'opera che gli dette notorietà internazionale come regista: Searching for Sugar Man (2012). Il documentario, incentrato sulla figura del cantautore americano Rodriguez, vinse numerosi premi, incluso l'Oscar al miglior documentario nel 2013.
Si tolse la vita a soli 36 anni il 13 maggio 2014 gettandosi sulle rotaie di un treno in arrivo alla metropolitana Solna centrum di Stoccolma. Suo fratello Johar ha in seguito dichiarato che Malik soffriva di depressione.

## Filmografia

### Attore
- Ebba och Didrik - miniserie TV, regia di Peter Schildt (1990)

### Regista
- Searching for Sugar Man (2012) - documentario

## Premi e riconoscimenti
Guldbagge - 2012
Miglior documentario - Searching for Sugar Man